# Astollia
Astollia es un género de mantises de la familia Acanthopidae. Este género de mantis (orden Mantodea)  tiene 3 especies reconocidas.

## Especies
- Astollia abbreviata (Stoll, 1813)
- Astollia chloris (Olivier, 1792)
- Astollia prasinana (Lichtenstein, 1802)